# Petroica rosea
A Petroica rosea a madarak osztályának a verébalakúak (Passeriformes) rendjéhez és a  cinegelégykapó-félék (Petroicidae) családjához tartozó faj.

## Rendszerezése
A fajt John Gould angol ornitológus írta le 1840-ben.

## Előfordulása
Ausztrália keleti és délkeleti részén honos. Természetes élőhelyei a mérsékelt övi erdők, szubtrópusi vagy trópusi esőerdők, száraz erdők és szavannák. Vonuló faj.

## Megjelenése
Testhossza 12 centiméter, testtömege 7–10 gramm. A hím feje, háta, szárnya sötét szürke, rózsaszínű a melle és fehér a hasa, a tojó tollazata barna.
|  |  |

## Táplálkozása
Rovarokkal és pókokkal táplálkozik.

## Szaporodása
Fészekalja 2-3 tojásból áll.

## Természetvédelmi helyzete
Az elterjedési területe nagy, egyedszáma viszont csökkenő, de még nem éri el a kritikus szintet. A Természetvédelmi Világszövetség Vörös listáján nem fenyegetett fajként szerepel.